# Перито

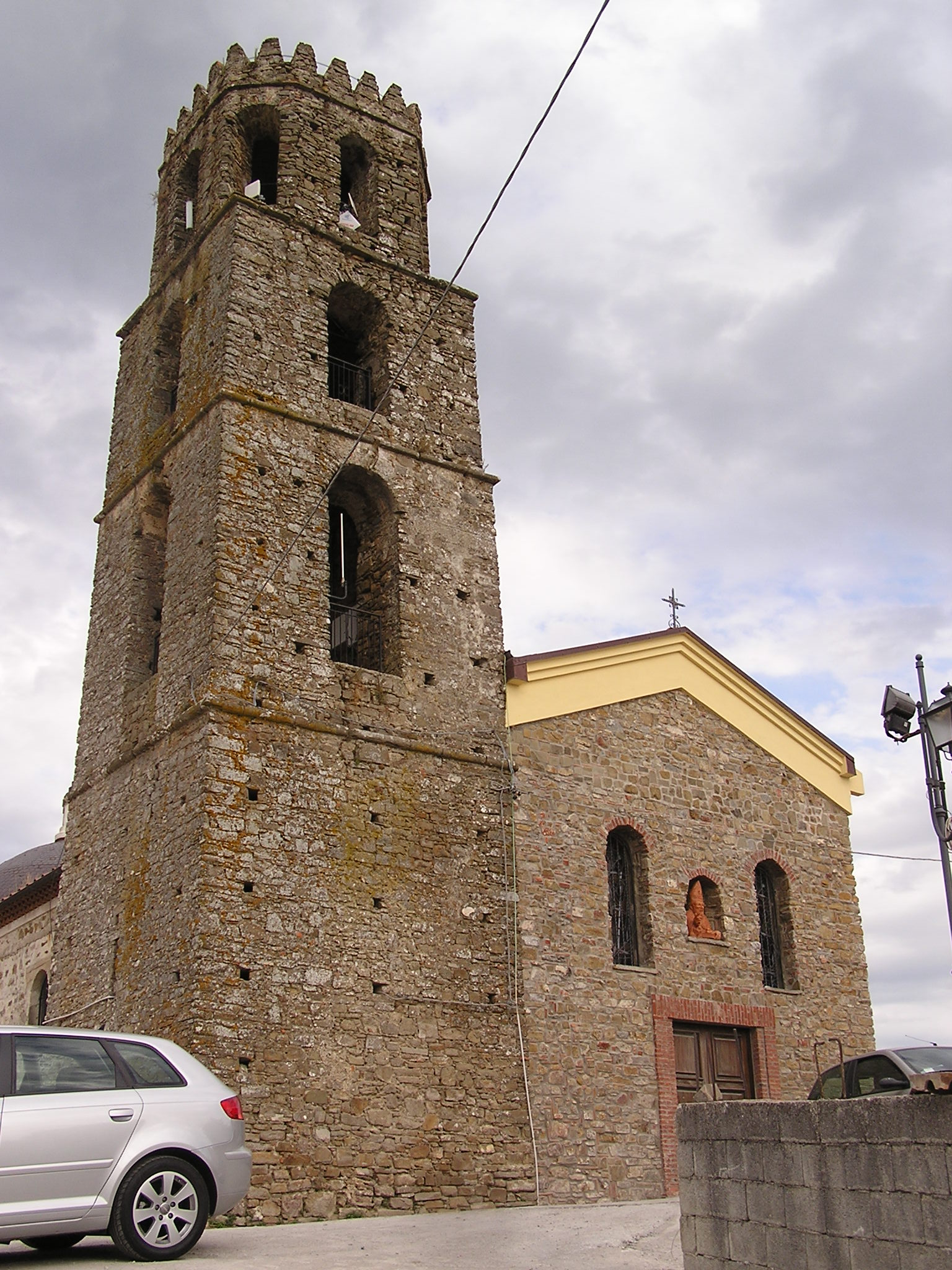
Свято-Никольский храм.

Перито (итал. Perito) — коммуна в Италии, располагается в регионе Кампания, в провинции Салерно.
Население составляет 1101 человек (2008 г.), плотность населения — 48 чел./км². Занимает площадь 23 км². Почтовый индекс — 84060. Телефонный код — 0974.
Покровителем коммуны почитается святитель Николай Мирликийский, чудотворец, празднование 6 декабря.

## Демография
Динамика населения:

## Администрация коммуны
- Официальный сайт: https://web.archive.org/web/20120307082944/http://perito.asmenet.it/